# Ian Bannen
Ian Edmund Bannen (Airdrie, 29 juni 1928 – in de buurt van Loch Ness, 3 november 1999) was een Schots acteur.

## Leven en werk

### Afkomst en eerste toneelstappen
Bannen was de enige zoon van een advocaat. Hij maakte zijn debuut op de planken in 1947 in het stuk Armlet of Jade van Edward Longford. In 1951 trad hij toe tot de Royal Shakespeare Company in Stratford-upon-Avon waar hij vier jaar bleef. In 1955 maakte hij zijn debuut in Londen. Zijn eerste succes was zijn vertolking van een Italiaanse inwijkeling in Brooklyn in A View From the Bridge van Arthur Miller. Hij oogstte voorts heel wat succes in verscheidene stukken van Shakespeare en Eugene O'Neill. Hij speelde ook op Broadway.

### Filmacteur

#### Debuut
Bannen maakte zijn filmdebuut in de komedie Private's Progress (1951), geschreven en geregisseerd door de gebroeders John Boulting en Roy Boulting die hem later nog meerdere rollen schonken. Daarna volgden nog enkele bijrollen waaronder de vermeldenswaardige vertolking van de stoker in de oorlogsfilm Yangtse Incident (1957).

#### Jaren zestig en zeventig
Nadat hij de opnames van Macbeth (1960), oorspronkelijk bedoeld voor de Amerikaanse televisie, achter de rug had, keerde hij, nog steeds lid van de Royal Shakespeare Company, terug naar Stratford voor een reeks belangrijke Shakespearerollen. 
In 1962 had hij zijn eerste hoofdrol te pakken in het drama Station Six-Sahara waarin hij samen met vier andere mannen vecht om de hand van Carroll Baker. Drie jaar later kreeg hij een eerste nominatie, voor de Oscar voor beste mannelijke bijrol, voor zijn vertolking van de gemene Schot die samen met enkele andere passagiers een vliegtuigcrash in de Libische Woestijn overleeft in de avonturenfilm The Flight of the Phoenix (Robert Aldrich, 1965). Datzelfde jaar was hij een zachtzinnige sergeant, naast Sean Connery, in het Tweede Wereldoorloggevangenisdrama The Hill (Sidney Lumet). Hij werkte een tweede keer samen met het duo Lumet-Connery in het misdaaddrama The Offence (1972) waarin hij als verdachte een huiveringwekkend en noodlottig kat-en muisspel met de gefrustreerde politiedetective Connery speelde. Ook Aldrich bedacht hem met een tweede rol: in de grimmige Tweede Wereldoorlogsfilm Too Late the Hero (1970). In 1967 deelde hij de affiche met Jeanne Moreau en Orson Welles in het drama The Sailor from Gibraltar, de verfilming door Tony Richardson van Marguerite Duras' gelijknamige roman.
In 1974 had hij zowel Richard Burton als Elizabeth Taylor als tegenspeler. In het drama Il viaggio, De Sica's testamentfilm, was hij de jongere broer van Cesare (Burton) die volgens het testament van hun vader moet trouwen met Cesare's geliefde. In het drama   Identikit is hij een van de mannen die een depressieve Taylor ontmoet vooraleer ze door een psychopaat om het leven wordt gebracht. Hij speelde een hogere officier in The Inglorious Bastards (1978), de voorloper van Quentin Tarantino's bijna gelijknamige avontuurlijke Tweede Wereldoorlogsfilm Inglourious Basterds (2009).

#### Jaren tachtig en negentig
Ook Bannen maakte deel uit van de indrukwekkende Britse sterrencast in de epische biopic Gandhi (Richard Attenborough, 1982). Hij was overtuigend in de rol van de Russische hoofdaanklager in de thriller Gorky Park (1983). In de tragikomedie Hope and Glory (1987), John Boormans tedere kijk op het dagelijks leven tijdens de Tweede Wereldoorlog in Engeland, vertolkte hij de excentrieke grootvader in wiens huis op het platteland de familie van zijn dochter komt wonen nadat hun huis in Londen is afgebrand.
In Malle's geladen en aangrijpend erotisch drama Damage (1992) vertolkte hij de schoonvader en politieke mentor van een hooggeplaatste politicus die seksueel geobsedeerd geraakt door het liefje van zijn zoon, wat leidt tot een verhouding met fatale gevolgen.
Als Schot kon Bannen niet ontbreken in de cast (in de rol van Robert de Brus) van het tijdens de eerste Schotse oorlog voor onafhankelijkheid gesitueerd historisch oorlogsdrama Braveheart (1995). In 1998 speelde hij zijn laatste memorabele filmrol in de succesrijke komedie Waking Ned Devine waarin hij een aandoenlijk lieve maar sluwe prille zeventiger vertolkte die de hoofdprijs van de Ierse Nationale Loterij van de net overleden winnaar wil bemachtigen. 

### Televisie
Tot zijn bekendste rollen behoren onder meer de verraden Britse geheimagent die de mol doodt in de heel succesrijke spionagereeks Tinker, Tailor, Soldier, Spy (naar John Le Carré, 1979), kolonel R, een Britse inlichtingenofficier, in de spionagereeks Ashenden (naar William Somerset Maughams eigen ervaringen, 1991) en de half-gepensioneerde dokter die een dokterspraktijk deelt met het titelpersonage in de langlopende televisieserie Doctor Finlay (1993-1996).

### Privéleven
Na een vriendschap die 17 jaar duurde huwde Bannen in 1976 met Marilyn Salisbury, een dierenarts. Het koppel had geen kinderen. In 1999 kwam Bannen op 71-jarige leeftijd om in een verkeersongeval waarbij ook zijn vrouw was betrokken. Zij overleefde het ongeval.

## Filmografie

### Lange speelfilms
- 1956 - Private's Progress (John Boulting)
- 1956 - The Long Arm (Charles Frend)
- 1957 - The Birthday Present (Pat Jackson)
- 1957 - Yangtse Incident (Michael Anderson)
- 1957 - Miracle in Soho (Julian Amyes)
- 1958 - Behind the Mask (Brian Desmond Hurst)
- 1958 - A Tale of Two Cities (Ralph Thomas)
- 1959 - Carlton-Browne of the F.O. (Roy Boulting en Jeffrey Dell)
- 1960 - Suspect (Roy Boulting en John Boulting)
- 1960 - A French Mistress (Roy Boulting en John Boulting)
- 1960 - Macbeth (George Schaefer)
- 1961 - World in My Pocket (Alvin Rakoff)
- 1962 - Station Six-Sahara (Seth Holt)
- 1964 - Psyche 59 (Alexander Singer)
- 1965 - Mister Moses (Ronald Neame)
- 1965 - The Hill (Sidney Lumet)
- 1965 - Rotten to the Core (John Boulting)
- 1965 - The Flight of the Phoenix (Robert Aldrich)
- 1966 - Penelope (Arthur Hiller)
- 1967 - The Sailor from Gibraltar (Tony Richardson)
- 1969 - Lock Up Your Daughters (Peter Coe)
- 1970 - Too Late the Hero (Robert Aldrich)
- 1971 - Fright (Peter Collinson)
- 1971 - The Deserter (Burt Kennedy)
- 1972 - Doomwatch (Peter Sasdy)
- 1972 - The Offence (Sidney Lumet)
- 1973 - The Mackintosh Man (John Huston)
- 1974 - Il viaggio (Vittorio De Sica)
- 1974 - Identikit (The Driver's Seat) (Giuseppe Patroni Griffi)
- 1975 - From Beyond the Grave (Kevin Connor) (sketchenfilm)
- 1975 - Bite the Bullet (Richard Brooks)
- 1977 - Sweeney! (David Wickes)
- 1978 - The Inglorious Bastards (Quel maledetto treno blindato) (Enzo G. Castellari)
- 1979 - Un'ombra nell'ombra (Pier Carpi)
- 1980 - The Watcher in the Woods (John Hough)
- 1981 - Night Crossing (Delbert Mann)
- 1981 - Eye of the Needle (Richard Marquand)
- 1982 - Gandhi (Richard Attenborough)
- 1983 - The Prodigal (James F. Collier)
- 1983 - Gorky Park (Michael Apted)
- 1985 - Defence of the Realm (David Drury)
- 1985 - Lamb (Colin Gregg)
- 1987 - Hope and Glory (John Boorman)
- 1988 - The Courier (Frank Deasy en Joe Lee)
- 1988 - La Partita (Carlo Vanzina)
- 1989 - George's Island (Paul Donovan)
- 1990 - Ghost Dad (Sidney Poitier)
- 1990 - Circles in a Forest (Regardt van den Bergh)
- 1991 - Speaking of the Devil (Enzo Barboni)
- 1992 - Damage (Louis Malle)
- 1994 - A Pin for the Butterfly  (Hannah Kodicek)
- 1995 - Braveheart (Mel Gibson)
- 1998 - Waking Ned Devine (Kirk Jones)
- 1999 - To Walk with Lions (Carl Schultz)
- 2000 - Best (Mary McGuckian)
- 2000 - The Testimony of Taliesin Jones  (Martin Duffy)

### Televisie (selectie)
- 1970: Jane Eyre (televisiefilm)
- 1974: The Gathering Storm (televisiefilm)
- 1977: Jesus of Nazareth (televisieserie)
- 1979: Tinker, Tailor, Soldier, Spy (zevendelige televisieserie)
- 1979: Cousin Phillis (vierdelige televisieserie)
- 1983: The Hard Word (zesdelige televisieserie)
- 1989: The Lady and the Highwayman (televisiefilm)
- 1991: The Treaty (televisiefilm)
- 1991: Ashenden (vierdelige televisieserie)
- 1992: The Sound and the Silence (televisiefilm)
- 1993-1996: Doctor Finlay (televisieserie)

## Prijzen en nominaties

### Prijs
- 1996: BAFTA Lifetime Achievement Award

### Nominaties
- 1966: The Flight of the Phoenix : Oscar voor beste mannelijke bijrol
- 1966: The Flight of the Phoenix : Golden Globe voor New Star of the Year–acteur
- 1973: The Offence : BAFTA Award voor beste acteur in een bijrol
- 1987: Hope and Glory : BAFTA Award voor beste acteur in een bijrol

- Biblioteca Nacional de España: XX1320211
- Bibliothèque nationale de France: cb13929962r (data)
- Gemeinsame Normdatei: 141255803
- International Standard Name Identifier: 0000 0001 0907 8283
- Library of Congress Control Number: n85085821
- Nationale Bibliotheek van Tsjechië: xx0095373
- Nationale Bibliotheek van Israël: 987007332264905171
- Nederlandse Thesaurus van Auteursnamen: 074229486
- Système universitaire de documentation: 081977166
- Virtual International Authority File: 61734357
- WorldCat: E39PBJwX7C4j6q6RdyhMWfGj4q